# Rhea Kapoor
Pour les articles homonymes, voir Kapoor.
 (juin 2018).
Si vous disposez d'ouvrages ou d'articles de référence ou si vous connaissez des sites web de qualité traitant du thème abordé ici, merci de compléter l'article en donnant les références utiles à sa vérifiabilité et en les liant à la section « Notes et références ».
Rhea Kapoor, née le 5 mars 1987 à Bombay, est une productrice indienne. Elle a produit Aisha, Khoobsurat et Veere Di Wedding. Rhea est également cofondatrice de la marque de vêtements « Rheson » qu'elle a créée conjointement avec sa sœur, l'actrice Sonam Kapoor.

## Biographie
Fille de l'acteur indien Anil Kapoor et de l'ex-mannequin et designer Sunita Kapoor, Rhea Kapoor est issue d'une famille d'acteurs et de producteurs bollywoodiens. Elle est la nièce du producteur Boney Kapoor, de la défunte actrice Sridevi, de l'acteur Sanjay Kapoor, du producteur Sandeep Marwah et  de la cousine des acteurs Arjun Kapoor, Mohit Marwah et de l'actrice Jhanvi Kapoor. C'est la cadette de trois enfants, elle a une sœur, Sonam Kapoor et un frère, Harshvardhan. Tous les deux sont acteurs.

## Carrière
C'est en 2010 que Rhea Kapoor commence sa carrière de productrice avec le film Aisha, réalisé par Rajshree Ojha, qui est une adaptation libre d'Emma, roman de Jane Austen avec un ton à la Clueless. Son film ayant à l'affiche Sonam Kapoor et Abhay Dheol connaît un succès relatif et reçoit des critiques mitigées.
En 2014, elle produit, avec UTV Motion Pictures et Walt Disney Pictures India, Khoobsurat, réalisé par Shashanka Ghosh, qui est un remake du film homonyme de 1980 réalisé par Hrishikesh Mukherjee avec Rekha. Sonam Kapoor reprend le rôle de Rekha et l'acteur pakistanais Fawad Khan celui de Rakesh Roshan. Le film s'avère rentable et est assez apprécié par les critiques.
En 2018, Rhea s'associe à la productrice Ekta Kapoor (Balaji Motion Pictures) pour produire la réalisation de Shashanka Ghosh intitulée Veere Di Wedding. Ce film a à l'affiche quatre actrices Kareena Kapoor, Sonam Kapoor, Swara Bhaskar ainsi que Shikha Talsania mais aucun acteur proéminent indien (fait rare pour une comédie). Ce film s'inspire de Bridemaids, Bachelorette ou encore Sex and the City. En dépit de son contenu assez mature lui valant une certification adulte, le film s'avère être un succès inattendu et devient l'un des films ayant un casting féminin le plus rentable de l'industrie du cinéma hindi.

## Filmographie

### Productrice
| Année | Film             | Réalisateur     | Acteur(s)                                                    | Notes                                                                   |
| ----- | ---------------- | --------------- | ------------------------------------------------------------ | ----------------------------------------------------------------------- |
| 2010  | Aisha            | Rajshree Ojha   | Sonam Kapoor, Abhay Deol                                     | Adaptation du livre "Emma" de Jane Austen                               |
| 2014  | Khoobsurat       | Shashanka Ghosh | Sonam Kapoor, Fawad Afzal Khan                               | Remake de Khubsoorat (1980) réalisé par Hrishikesh Mukherjee avec Rekha |
| 2018  | Veere Di Wedding | Shashanka Ghosh | Kareena Kapoor, Sonam Kapoor, Swara Bhaskar, Shikha Talsania |                                                                         |

## La marque de vêtements: RHESON
En février 2015, Rhea et sa sœur Sonam annoncent le lancement de leur ligne de vêtements "RHESON" - une combinaison de leurs noms - en collaboration avec Shoppers Stop. RHESON, qui se prononce "reason", est une marque de prêt-à-porter féminin de style indo-western, de moyenne gamme, pour toutes les tailles (34 à 46),. 
C'est en mai 2017 que les deux sœurs commercialisent les vêtements qu'elles ont créés en collaboration avec un groupe de designers. En juin de la même année, la PETA a décerné le Compassionate Business Award au label.
À la suite du succès de la marque, les sœurs Kapoor collaborent avec Amazon India afin que la marque soit accessible à travers tout le pays,.